# 239071 Penghu
239071 Penghu è un asteroide della fascia principale. Scoperto nel 2006, presenta un'orbita caratterizzata da un semiasse maggiore pari a 2,4222748 UA e da un'eccentricità di 0,0804454, inclinata di 5,12762° rispetto all'eclittica.